# Woxna Express
Woxna Express AB war ein von 1994 bis 1999 bestehendes schwedisches Eisenbahnverkehrsunternehmen. Das Unternehmen hatte seinen Sitz in Ovanåker.

## Geschichte
Die im Januar 1994 registrierte Aktiebolag und am 18. April 1994 gegründete Bahngesellschaft übernahm den Güterverkehr auf der Strecke Bollnäs–Edsbyn, später nahm es die gleichen Aufgaben auf dem Streckenabschnitt zwischen Vallvik und Söderhamn auf der Bahnstrecke Stockholm–Sundsvall (Ostkustbanan) wahr.
Zu diesem Zeitpunkt bestand zwischen Edsbyn und Furudal bereits Touristenverkehr mit Schienenfahrrädern. Nach Renovierungsarbeiten konnte Woxna Express 1996 den regelmäßigen  Güterverkehr auf dem Teilstück der ehemaligen Strecke von Orsa nach Bollnäs nach 24-jähriger Pause durchführen. Für diese Aufgaben hatte die Gesellschaft 1994 die Z67 649 (1981 aus der 1957 gebauten Z63 385 umgebaut) von Statens Järnvägar erworben. Nach der Betriebsaufnahme wurden zusätzlich zwei Z66 und eine weitere Z67 angemietet.
1999 wurde Woxna Express AB wegen der fehlenden Jahresrechnung zwangsliquidiert, kurze Zeit später erklärte die Gesellschaft die Insolvenz. Ein neues Unternehmen – Orsatåg AB – wurde gebildet und übernahm die Verkehrsbedienung. Die Mietlokomotiven wurden an SJ zurückgegeben, die Z67 649 wurde zuerst 1998 von Envitrak AB, Bollnäs, und 1999 von der Nachfolgegesellschaft erworben.
Am 23. Februar 2006 erfolgte eine Gerichtsverhandlung gegen die drei Hauptpersonen im Vorstand der Gesellschaft wegen Bilanzfälschung und Steuerhinterziehung. Zwei von ihnen wurden wegen Bilanzfälschung und schwerer Steuerhinterziehung verurteilt. Einer von ihnen wurde zudem der Urkundenfälschung schuldig gesprochen.